# Honshū
Honshū ([hoɴɕuː] , jap. 本州 ‚Hauptprovinz‘; im Deutschen auch Honschu) ist die größte Insel Japans und wird auch als japanisches „Kernland“ bezeichnet. Im Norden ist sie durch die Tsugaru-Straße von der Insel Hokkaidō getrennt, im Süden durch die Seto-Inlandsee von der Insel Shikoku. Im Südwesten liegt die Insel Kyūshū, getrennt von Honshū durch die Meeresstraße von Shimonoseki.
Auf Honshū liegt die japanische Hauptstadt Tōkyō. Mit etwa 227.942,41 km² Fläche ist Honshu die siebtgrößte Insel der Welt.

## Geographie und Klima

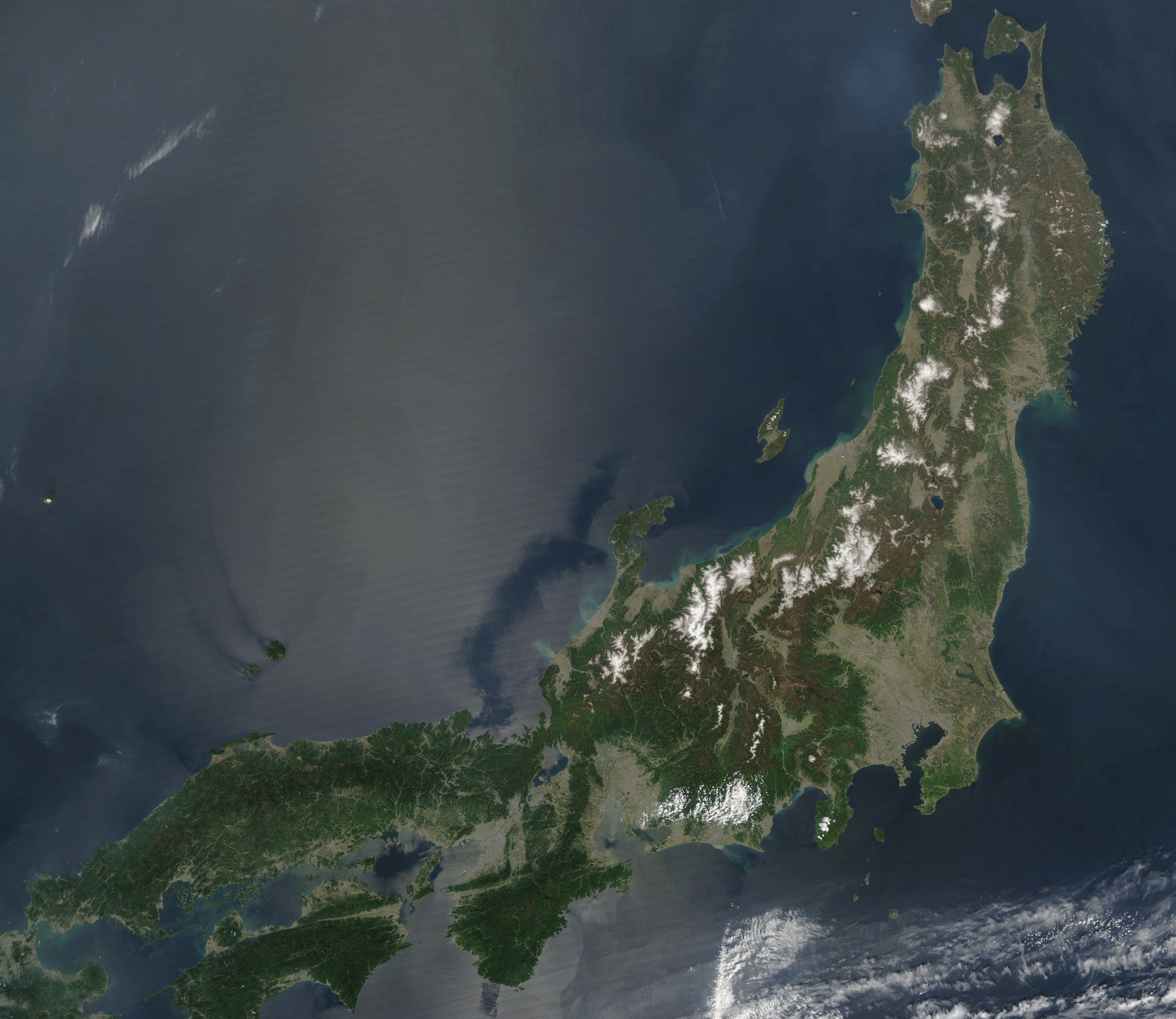
Satellitenbild von Honshu

Honshū ist etwa 1300 km lang und hat eine Breite zwischen 50 und 240 km. Die Fläche beträgt 227.942,41 km², dies entspricht circa 60 % der Gesamtfläche Japans. Die Küstenlinie ist 5450 km lang. Der höchste Punkt der Insel und Japans ist der Berg Fuji mit 3776 m Höhe. Zur Region Honshū gehören zudem 3193 weitere Inseln mit einer Gesamtfläche von 3184 km².
Das Gebiet ist vor allem in der Kantō-Ebene sehr fruchtbar, weil dort viele Flüsse fließen. Die klimatischen Bedingungen reichen von der kühlen Nordspitze der Insel bis zu subtropischen Zonen im Süden.
Honshū ist gebirgig und seismisch sehr aktiv, Vulkanausbrüche und vor allem Erdbeben kommen häufig vor. Das Große Kantō-Erdbeben im September 1923 fügte Tōkyō schwere Schäden zu, 1995 wurden durch ein Erdbeben in Kōbe 6400 Menschen getötet. Das Tōhoku-Erdbeben 2011, insbesondere der nachfolgende Tsunami, forderte über 15.000 Todesopfer und führte zur Nuklearkatastrophe von Fukushima.

## Verwaltung und Bevölkerung
Die Insel ist in 34 Präfekturen einschließlich des Stadtkreises von Tōkyō gegliedert und in folgende fünf Regionen aufgeteilt:
- Chūgoku (im Westen)
- Kinki (im mittleren Westen)
- Chūbu (im Zentrum)
- Kantō (im Osten)
- Tōhoku (im Norden)

Die Bevölkerung betrug im Jahr 2000 etwa 100 Millionen Einwohner (1975: 89 Millionen) und konzentriert sich insbesondere in den Tiefebenen. In der Kantō-Ebene in und um Tōkyō und Yokohama wohnen 25 Prozent der Gesamtbevölkerung von Honshū. Das zweite große Ballungsgebiet ist das weiter westlich gelegene Kansai, zu dem die Städte Kyōto, Osaka und Kōbe gehören. Die übrigen größeren Städte der Insel sind Hiroshima, Akita und Nagoya. Nach Java ist Honshū die Insel mit der zweitgrößten Bevölkerung der Erde.

## Verkehrsverbindungen
Honshū ist mit den übrigen japanischen Hauptinseln durch Tunnel oder Brücken verbunden. Drei neue Brückensysteme wurden über die Seto-Inlandsee zwischen Honshū und Shikoku gebaut, davon ist die Akashi-Kaikyō-Brücke zur Insel Awaji die Hängebrücke mit dem bis 2022 längsten frei tragenden Mittelteil der Welt. Der Seikan-Tunnel verbindet Honshū mit Hokkaidō.